# Boeing 367-80
Vous lisez un « bon article » labellisé en 2024.
Ne doit pas être confondu avec Boeing 367.
Le Boeing 367-80, surnommé Dash 80, est un avion quadriréacteur développé et construit par la branche commerciale de Boeing afin de servir de prototype pour l'avion de ligne 707 et le ravitailleur KC-135. Apparu au début des années 1950, au moment où les turboréacteurs font leur apparition sur les avions civils, le 367-80 est utilisé pour démontrer la supériorité des avions à réaction par rapport à ceux à hélices ; pour cela, il intègre plusieurs caractéristiques du bombardier à réaction B-47 Stratojet, dont la voilure en flèche et les réacteurs dans des nacelles suspendues sous les ailes, caractéristiques qu'incorpore également le B-52 Stratofortress. Le quadriréacteur peut atteindre une vitesse de 900 km/h et monter à plus de 10 000 m d'altitude ; sa distance franchissable est de plus de 5 000 km.
Exemplaire unique construit pour les besoins de démonstration, le Dash 80 est assemblé en moins de deux ans à partir de 1952 dans l'usine Boeing de Renton, pour un coût de 16 millions de dollars. Le prototype est présenté pour la première fois en mai 1954 et effectue son premier vol le 15 juillet. Au cours de sa carrière, il est dans un premier temps utilisé pour la promotion du Boeing 707 auprès des compagnies aériennes ; lors d'un vol de démonstration, le pilote d'essai Tex Johnston réalisera deux tonneaux afin de mettre en avant les capacités de l'avion. Le 367-80 sert par la suite de banc d'essai pour tester différents turboréacteurs et systèmes destinés à équiper d'autres avions de la firme. Retiré en 1970, le prototype est exposé depuis 2003 au Centre Steven F. Udvar-Hazy de la Smithsonian Institution, sur l'aéroport international de Washington-Dulles en Virginie. Les 707 et KC-135, qui sont dérivés du Dash 80, sont produits à plus de 1 800 exemplaires et plusieurs continuent de voler en 2024.

## Conception et développement

### Contexte historique

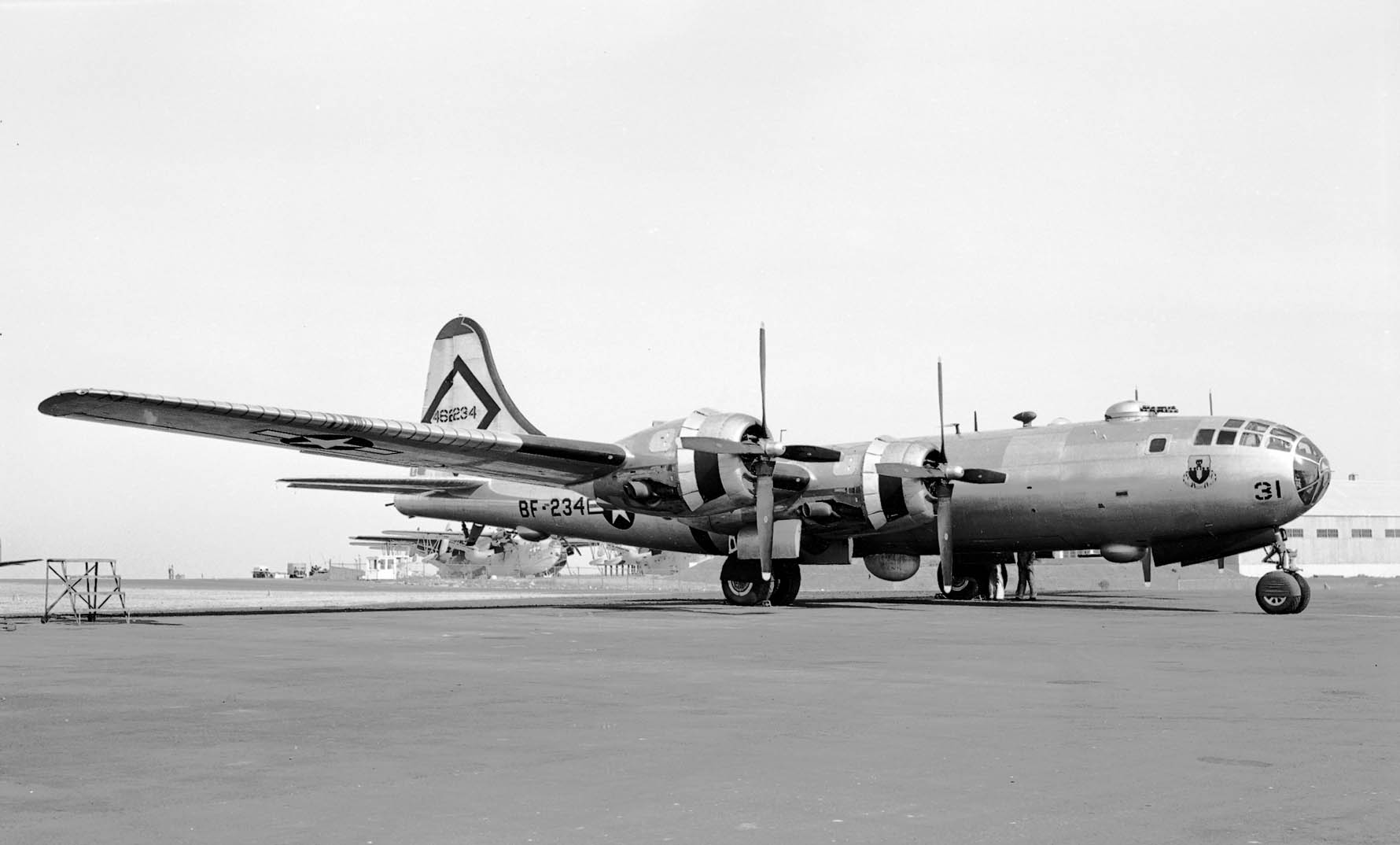
Jusqu'au milieu des années 1940, Boeing produit principalement des avions militaires, tels que le B-29.

Jusqu'à la fin de la Seconde Guerre mondiale, les activités de la Boeing Airplane Company portent essentiellement sur des avions militaires, tous équipés de moteurs à pistons : le bombardier quadrimoteur B-17, produit à plus de 12 000 exemplaires et utilisé principalement en Europe, le B-29 Superfortress, bombardier lourd à long rayon d'action utilisé massivement sur le théâtre du Pacifique, et le C-97 Stratofreighter, avion de transport militaire dérivé du B-29. Dans le domaine du transport de passagers, les avions de la firme se vendent mal : l'avion de ligne bimoteur 247, développé au début des années 1930, est rapidement dépassé sur les performances et la capacité d'emport par les DC-2 et DC-3 de la Douglas Aircraft Company, ; le 307 Stratoliner, qui reprend les ailes, l'empennage et les moteurs du B-17 et possède la première cabine pressurisée, vole pour la première fois en 1938 mais sa production est stoppée avec l'entrée en guerre des États-Unis et seuls dix exemplaires sont construits. Les premières ébauches d'avion à réaction font suite à une demande des militaires pour un bombardier ou avion de reconnaissance propulsé par des turboréacteurs, lancée en 1943 à différents avionneurs et qui aboutit l'année suivante à un appel d'offres. À la suite de la défaite de l'Allemagne en mai 1945, l'inspection de ses laboratoires par les scientifiques américains permet aux avionneurs de s'inspirer des études réalisées par les ingénieurs allemands et les appliquer à leurs propres projets,. En particulier, la voilure en flèche, qui permet des meilleures performances à grande vitesse, est adoptée par Boeing sur son projet dénommé Model 450 et qui deviendra le B-47 ; pour le placement des réacteurs, les militaires rejettent pour des raisons de sécurité l'idée initiale proposée par l'avionneur d'une installation dans le fuselage, poussant les ingénieurs à faire le choix de nacelles suspendues sous les ailes,.

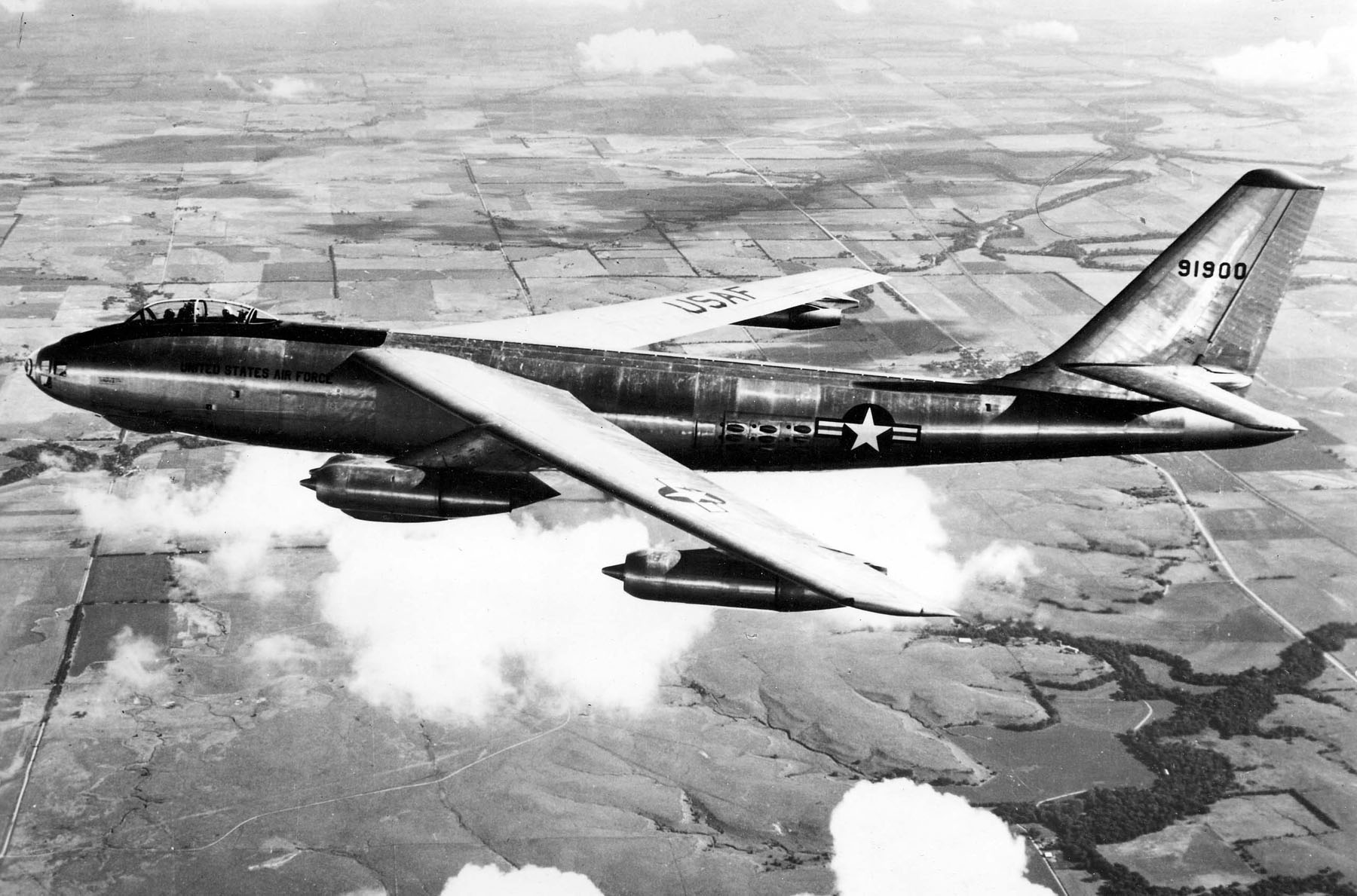
Arrivé en 1947, le B-47 possède une voilure en flèche et ses réacteurs sont placés dans des nacelles suspendues sous les ailes.

À la fin des années 1940, alors que Boeing commence à envisager la construction d'un avion de ligne à réaction depuis 1946, deux développements encouragent l'avionneur à aller de l'avant. Le premier est le vol inaugural, fin 1947, du bombardier B-47 Stratojet, à réaction et à voilure en flèche ; Boeing estime que ce programme lui a permis de maîtriser la voilure en flèche ainsi que le placement des turboréacteurs dans des nacelles suspendues sous les ailes,,. Le second est le vol inaugural, en 1949, du premier avion de ligne à réaction au monde, le de Havilland Comet. Avec une vitesse de croisière de 800 km/h, il permet de réduire de façon significative les temps de trajet par rapport aux avions à hélice. Durant l'été 1950, William McPherson Allen, le président de la Boeing Company, dirige une délégation de la société en Angleterre, où il voit le Comet en vol lors du salon aéronautique de Farnborough. Il visite également l'usine de Havilland, à Hatfield dans l'Hertfordshire, où les Comet sont en cours de construction. Boeing considère qu'il possède les technologies clés qui lui permettraient d'améliorer à la fois les performances et la maintenance des moteurs du Comet. De plus, les ingénieurs de la firme travaillent à ce moment-là sur la conception du bombardier lourd B-52 Stratofortress, qui reprend les innovations introduites sur le B-47 ; la United States Air Force (USAF) en a commandé deux prototypes en 1949 et il effectuera son premier vol le 15 avril 1952.
Dans le même temps, afin de suppléer les ravitailleurs KB-29, l'USAF met en service des KC-97 à moteurs à pistons, version de l'avion de transport C-97 dédiée au ravitaillement en vol, en juillet 1951,. Néanmoins, bien que plus performants que les KB-29, ils se révèlent rapidement dépassés au moment où les avions à réaction, d'abord les chasseurs puis les bombardiers, arrivent massivement dans les unités, ; ils volent moins vite et moins haut que les avions qu'ils ravitaillent, ce qui oblige ces derniers à ralentir et descendre pour être ravitaillés, puis à brûler une partie de leur carburant pour regagner leur altitude et leur vitesse de croisière,,. Par ailleurs, à cause de la différence de motorisation entre ravitailleur et ravitaillé, et donc de type de carburant consommé, les KC-97 doivent disposer de deux types de réservoirs séparés : ceux remplis avec de l'essence pour les moteurs du ravitailleur et les autres avec du kérosène pour alimenter le système de ravitaillement en vol,. Cette inadéquation poussera l'Air Force à chercher, dès la fin de l'année 1953, un ravitailleur à réaction afin de remplacer ses KC-97 entrés en service seulement deux ans plus tôt, puis l'Air Research and Development Command (ARFC) lancera un appel d'offres à différents avionneurs en juin 1954 dans ce but,.

### Travail de conception
Parallèlement au développement du B-47, Boeing se lance dans la conception d'un avion de ligne à réaction à partir de l'automne 1946 avec la série des modèles 473,,. Reprenant la voilure du B-47, le premier est le 473-1, propulsé par deux turboréacteurs à simple flux Rolls-Royce Nene installés dans des nacelles suspendues sous les ailes et pouvant emporter 27 passagers sur des vols intérieurs,,. Le 473-11, qui fait suite au premier et reprend son architecture, voit sa distance franchissable passer de 1 900 à 2 400 km mais reste cantonné aux vols intérieurs,. Un premier projet d'avion intercontinental est le 473-25, à six turboréacteurs Pratt & Whitney J57, pouvant embarquer près de 100 passagers,. Ces premières esquisses ont comme point commun le choix d'une voilure en position haute ; sur le 473-25, le choix d'un train d'atterrissage monotrace impose de loger ce dernier dans le fuselage lorsqu'il est rétracté, ce qui conduit au 473-29, qui dispose d'un fuselage bilobé où les atterrisseurs s'escamotent dans sa partie inférieure. Pour le 473-48, de décembre 1949, les ingénieurs optent pour une voilure basse et un train tricycle ; le train avant se loge dans le fuselage tandis que les atterrisseurs principaux se replient dans des carénages placés sur l'avant des ailes. D'autres projets suivront, dont un triréacteur (Model 473-57) jusqu'en 1950, lorsque Boeing produit provisoirement un cahier des charges pour un avion de ligne à réaction, désigné modèle 473-60C,,.
Au même moment, une autre équipe d'ingénieurs travaille sur les modèles 367, des évolutions du C-97, où les moteurs à pistons sont dans un premier temps conservés avant de laisser la place à des turbopropulseurs, alors considérés comme un intermédiaire entre les moteurs à pistons et les turboréacteurs. Le modèle 367-15 de 1948 doit notamment utiliser des Allison T38, alors en cours de développement ; par la suite, une aile en mouette est envisagée sur le 367-60 dans le but de maintenir le bas des hélices suffisamment loin du sol,,. L'évolution rapides des réacteurs permet à ces derniers d'être incorporés dans le projet 367-64, de janvier 1951, qui doit utiliser quatre J57, puis dans les développements ultérieurs (367-68 à -71) pour certains desquels des réacteurs britanniques Bristol Olympus sont envisagés, de même que la voilure en flèche,,.

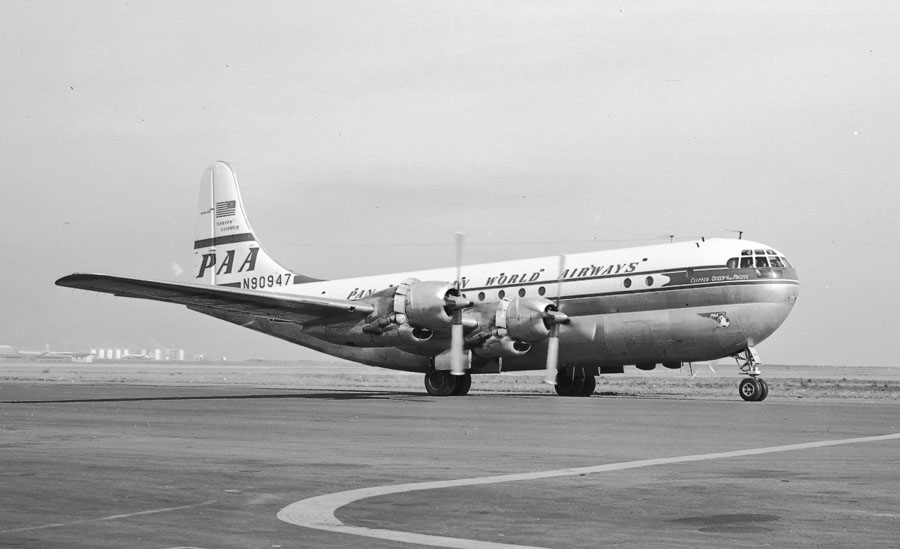
Le Boeing 377 ne sera vendu qu'à une cinquantaine d'exemplaires, à l'époque où le marché civil est dominé par la Douglas Aircraft Company.

Cependant, les compagnies aériennes ne sont pas convaincues, car elles n'ont aucune expérience dans le transport à réaction, et misent sur le succès des avions à moteur à pistons, comme le Douglas DC-4, DC-6, Boeing 377 et Lockheed Constellation. Il se pose également un problème plus important : Boeing a l'expérience de la vente à l'armée mais ne connaît pas les mêmes succès avec les avions civils. Ce marché est à l'époque dominé par Douglas qui choisit de répondre aux besoins des compagnies aériennes en affinant et en développant sa gamme d'avions à hélice. En 1950, Douglas est affairé à la commercialisation prochaine du DC-7. Boeing décide que la seule façon de surmonter la méfiance des compagnies aériennes à l'égard de l'avion de ligne à réaction est de leur montrer un avion terminé,.
En septembre 1951, Boeing décide de repartir de zéro avec un programme entièrement nouveau. Comme il s'agit du premier exemplaire d'une nouvelle génération d'avions de transport de passagers, l'avionneur souhaite un numéro de modèle soulignant la différence par rapport à ses avions à hélices précédents, qui portent des numéros de série dans les 300. Les séries 400, 500 et 600 étant déjà utilisées par des aéronefs militaires, des missiles et d'autres produits, Boeing décide que les avions de ligne à réaction porteraient des numéros de la série 700 et que le premier serait le 707, ; le ravitailleur deviendra le Model 717,,. Une première étude de ce programme débouche sur le 707-1, qui doit être propulsé par quatre réacteurs J57 installés dans des nacelles jumelées similaires à celles du B-47 ; ses dimensions sont cependant en deçà de celles des avant-projets dérivés du C-97. Les améliorations et développements successifs conduisent au 707-6, de 38,5 m de long et 39,6 m d'envergure, qui reprend la motorisation du 707-1. À la fin du mois de mars 1952 les dessins sont complets ; le 22 avril, une semaine après le premier vol du B-52, le conseil d'administration de Boeing approuve à l'unanimité l'allocation d'un budget de 15 millions de dollars pour la construction d'un prototype, désigné comme le modèle 707-7, ; par la suite, un million de dollars sera ajouté à cette somme portant l'investissement total à 16 millions de dollars,,. Une telle somme représente alors plus du double des bénéfices nets engrangés par la firme l'année précédente,.
Cependant, juste après l'approbation du programme et bien que le projet soit annoncé comme le modèle 707, Boeing change la désignation de son appareil en « Model 367-80 » ; il sera simplement appelé le « -80 », « Dash 80 » en anglais,,. Ce changement est alors une tactique de désinformation visant à tromper ses concurrents en faisant passer le nouvel avion pour une version du « 367 », numéro de modèle du C-97 Stratofreighter,, de génération précédente auquel le Dash 80 ne doit rien, bien qu'il reprenne la même section de fuselage de forme bilobée, large de 3,35 m, mais que la jonction entre les deux lobes du fuselage du 367 soit aplanie, ; cependant, le prototype est immatriculé « N70700 », faisant ainsi directement référence au 707,,. Sa construction débute en octobre ou novembre dans une section cloisonnée, gardée et à accès restreint, de l'usine Boeing de Renton, dans l'état de Washington,,. Comme il s'agit d'un prototype de démonstration, il n'y a pas de certification, aucune ligne de production et la plupart des pièces sont fabriquées sur mesure. L'avion est conçu pour être décliné en trois principales versions pour autant de rôles distincts : un avion de ligne moyen et long-courrier pouvant emporter entre 80 et 130 passagers ; un avion de transport militaire à destination du Military Air Transport Service (MATS) ; un ravitailleur pour le Strategic Air Command de l'USAF,.

## Descriptif technique

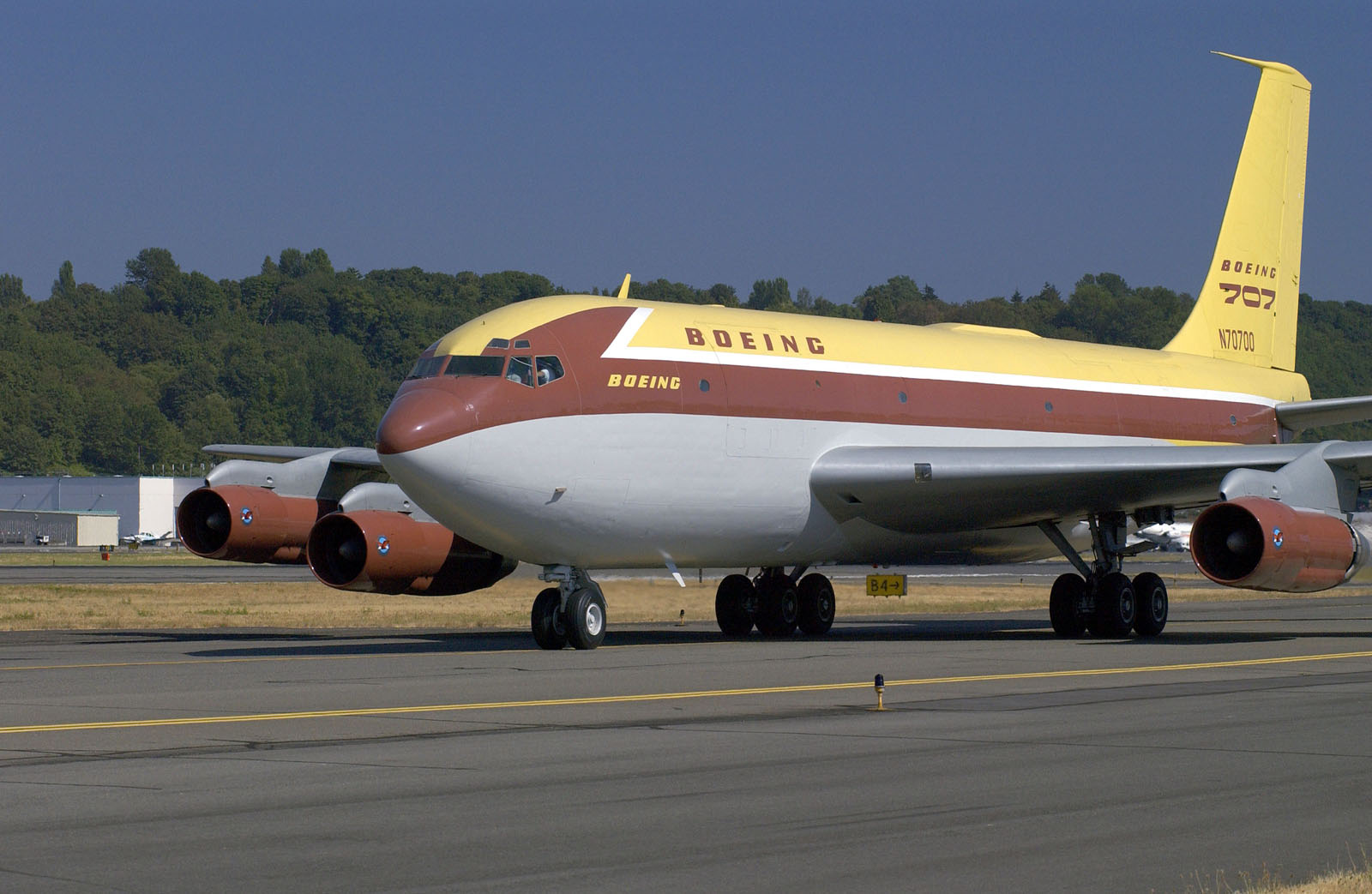
Le Boeing 367-80 au roulage à Boeing Field ; le train d'atterrissage tricycle est mis en évidence, de même que les réacteurs ; les quelques hublots sont également visibles.

### Vue d'ensemble
Le Boeing 367-80 est un monoplan construit essentiellement en alliage d'aluminium. La voilure reprend les caractéristiques de celle du B-47, notamment la flèche de 35° ; toutefois, celle du 367-80 est placée en position basse par rapport au fuselage ; elle a un dièdre positif, est plus épaisse et sa structure est plus rigide. L'empennage est de type conventionnel, en T inversé, et la dérive est rabattable pour permettre l'accès aux hangars de faible hauteur,,,. Les quatre turboréacteurs, des Pratt & Whitney JT3P (appellation civile du J57, qui équipe entre autres le B-52) à simple flux, sont placés dans des nacelles séparées suspendues sous les ailes ; chacun développe 44,4 kN de poussée. L'installation des réacteurs dans des nacelles individuelles facilite leur maintenance et évite qu'une éventuelle avarie, comme un incendie, ne se propage aux autres moteurs ou à la structure de l'aile,.
Le fuselage, long de 38,96 m, large de 3,35 m et mesurant 4,17 m de haut, est de forme bilobée, avec un lobe inférieur plus petit que le supérieur et le pli entre les deux aplani. Le plancher de la cabine se situe au niveau de la jonction des deux lobes. Au sol, le poids de l'avion est réparti sur un train d'atterrissage tricycle ; ce dernier est constitué d'un diabolo de deux roues à l'avant, qui se rétracte vers l'avant, et de deux bogies de quatre roues pour le train principal, placés sous les ailes et qui se rétractent vers l'intérieur, dans le lobe inférieur du fuselage.

### Systèmes
Sur le 367-80, le système hydraulique alimente plus de dispositifs que sur les avions précédents. Les réservoirs de liquide hydraulique sont placés dans les extrémités des ailes et le fluide y est maintenu à une pression de 2,4 bars ; disposer les réservoirs ainsi, le plus loin possible du fuselage, est motivé par des raisons de sécurité, le liquide étant hautement inflammable. Toutefois, dans sa configuration initiale, le prototype dispose d'un système de commandes de vol par câbles.
Afin de limiter la traînée aérodynamique lorsque le train d'atterrissage est sorti, les trappes des atterrisseurs restent fermées lorsque le train est verrouillé ; elles ne s'ouvrent que lorsqu'il se déploie ou se rétracte,. Lors de la rétraction du train d'atterrissage, les freins s'actionnent automatiquement pour bloquer les roues et les empêcher de tourner dans le vide ; ils sont relâchés dès que le train est verrouillé en position rentrée. Un système mécanique permet de descendre le train et de le verrouiller en cas de défaillance du système hydraulique.
Les dispositifs hypersustentateurs du 367-80 se composent de volets Fowler sur le bord de fuite des ailes ; ils sont disposés de façon à ne pas être soufflés par les gaz des réacteurs. Pour le contrôle en roulis, afin de limiter les contraintes et conserver une efficacité aux différentes plages de vitesse, le Dash 80 est équipé de deux types d'ailerons : intérieurs et extérieurs,. Les premiers, près de l'extrémité de l'aile, sont utilisés à basse vitesse, lorsque les volets sont baissés ; en raison des contraintes générées sur la structure par effet de bras de levier, les ailerons intérieurs, plus près de l'emplanture, prennent le relais à grande vitesse,,. Sur l'extrados, des destructeurs de portance, ou spoilers, actionnés hydrauliquement, aident au contrôle en roulis et permettent de plaquer l'avion au sol à l'atterrissage.
Comme l'avion est conçu pour voler à plus de 10 000 m d'altitude, son fuselage est entièrement pressurisé ; le différentiel de pression est de 0,6 bar, soit environ deux fois plus que sur les appareils à hélices de la génération précédente,,.

### Intérieur
L'accès à l'intérieur de l'avion peut se faire par trois portes : deux grandes portes cargos installées sur le côté gauche du fuselage et qui s'ouvrent vers l'extérieur, une en avant de la cabine et l'autre en arrière, ainsi qu'un petite porte d'accès sur le lobe inférieur du fuselage, à l'avant, sur le côté droit, qui permet d'accéder à la cabine par une trappe aménagée dans le plancher,. L'équipage du cockpit se compose de trois membres : commandant de bord, copilote et mécanicien navigant, ce dernier disposant d'un panneau d'instrumentation mobile ; cette particularité du panneau d'instrumentation permet au copilote de tenir également le rôle de mécanicien navigant lorsque l'équipage est volontairement limité à deux membres, tel que prévu pour les premiers vols,. L'intérieur de l'avion n'est pas équipé comme une cabine d'avion de ligne ; il n'y a pas de siège et seulement quelques hublots répartis sur toute la longueur du fuselage : quatre sur le côté gauche et huit sur le côté droit, dont cinq en avant du bord d'attaque de l'aile ; néanmoins, le revêtement intérieur se compose d'un revêtement en contreplaqué de base utilisé pour abriter les instruments nécessaires aux essais en vol. Le fuselage, large de 3,35 m, doit permettre l'installation de rangées de cinq sièges : deux d'un côté et trois de l'autre.
Dans sa partie inférieure, sous le plancher de la cabine, le fuselage accueille deux soutes : une en avant des ailes et l'autre en arrière, séparées par le caisson central de la voilure,.

## Histoire opérationnelle

### Premiers essais

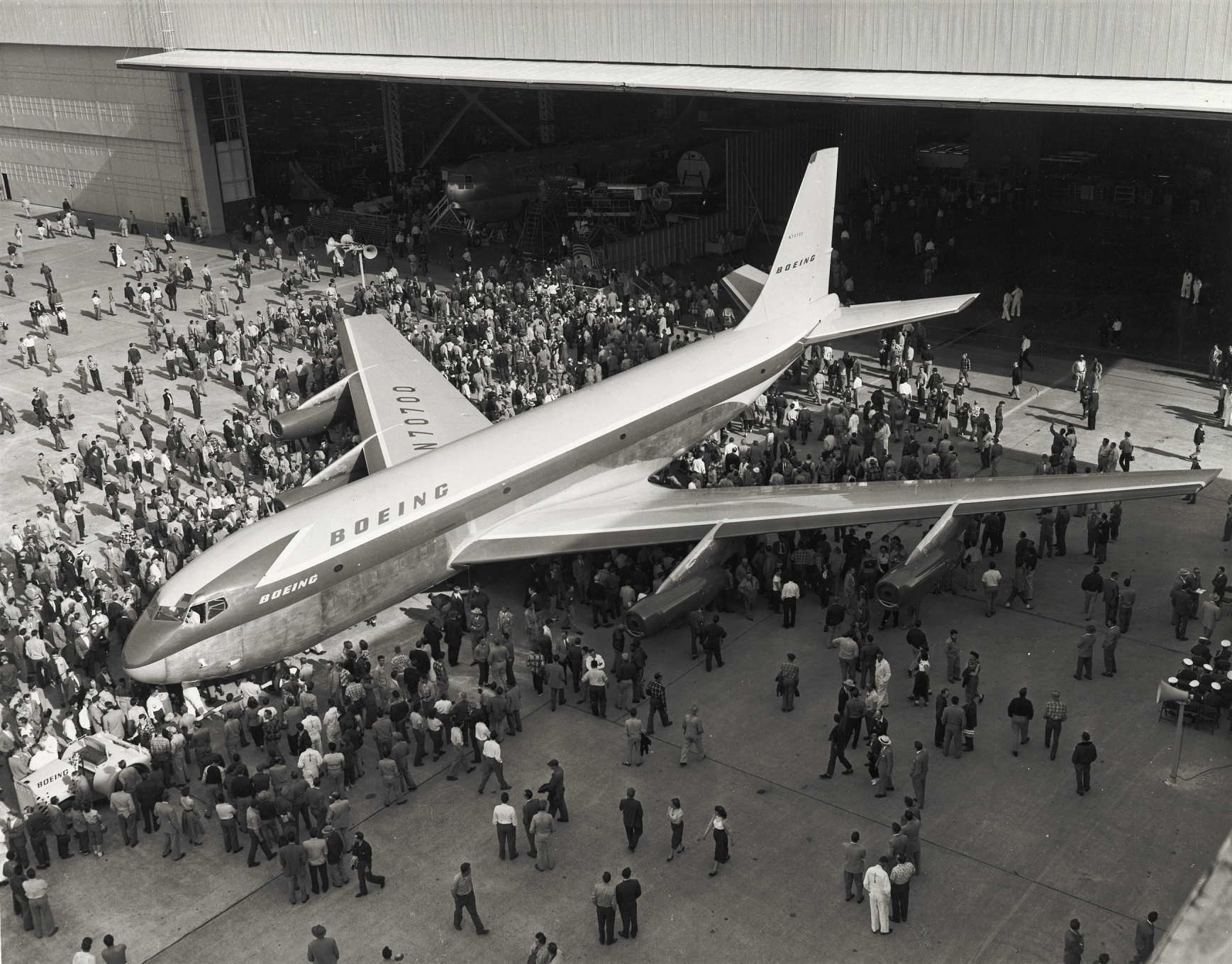
Le Boeing 367-80 à sa sortie d'usine, à Renton, le 14 mai 1954 ; il effectue son premier vol deux mois plus tard, le 15 juillet. Un avion ravitailleur KC-97 en cours d'assemblage final est visible dans le hangar, à l'arrière-plan.

Assemblé à l'usine Boeing de Renton, le Dash 80 sort d'usine le 14 mai 1954 avec quelques semaines d'avance sur le calendrier,,, deux ans seulement après l'approbation du projet, et 18 mois après le début de sa construction,,. Il est baptisé au champagne par Bertha Boeing, épouse de William Edward Boeing, fondateur de la firme, sous les deux noms du quadriréacteur dans ses versions d'avion de ligne et de ravitailleur, respectivement Jet Stratoliner et Jet Stratotanker,, ; le quadriréacteur est ensuite soumis à une série d'essais au sol. Le 21 mai, le train d'atterrissage principal gauche se rompt, endommageant les volets hypersustentateurs de l'aile gauche et les nacelles des moteurs de celle-ci, ; la structure principale de l'avion n'est cependant pas abîmée et les dégâts sont rapidement réparés,,.
Le 15 juillet 1954, le Dash 80 réalise son vol inaugural depuis le Renton Municipal Airport (en), d'une durée de 84 minutes, avec les pilotes d'essai Alvin Tex Johnston et Richard Dix Loesch aux commandes, ce dernier occupant à la fois le rôle de copilote et de mécanicien navigant grâce au panneau d'instrumentation mobile,. Le deuxième vol, qui a lieu deux jours plus tard, doit permettre d'étudier le comportement de l'avion à basse et moyenne altitude, le fonctionnement du système de contrôle du roulis ; le système d'air climatisé est également testé,. Le 19 juillet, au cours de son troisième vol, le quadriréacteur atteint une vitesse de plus de 885 km/h (Mach 0,8) et monte jusqu'à 12 800 m d'altitude. Lors de son septième vol, le 22 juillet, le Dash 80 vole en formation avec un B-52A afin de simuler un ravitaillement en vol, ce qui conduit à ce que l'Air Force annonce le 5 août une commande de 29 modèles 717-100A de ravitaillement qui seront désignés KC-135A,,. Par la suite, 88 exemplaires supplémentaires sont commandés,, ; il s'agit alors de ravitailleurs de transition destinés à équiper l'Air Force en attendant les résultats de l'appel d'offres de l'AFRC,.
De nombreux vols d'essais suivent, au cours desquels le problème le plus important découvert est une forte tendance au « roulis hollandais » - un lacet alternant avec le roulis de rotation. Boeing a déjà une grande expérience de cela, sur le B-47 et le B-52, et a développé un système amortisseur de lacet sur le B-47 qui a pu être adapté plus tard au Dash 80. D'autres problèmes sont trouvés au niveau des freins : lors d'un atterrissage, un dysfonctionnement de ces derniers entraîne un dépassement de la piste qui provoque la rupture du train avant ; le nez de l'avion racle le sol sur une dizaine de mètres, causant des dégâts supplémentaires à l'appareil,,. L'incident se produit le 5 août, jour où l'Air Force fait part à l'avionneur de son intention d'acquérir des KC-135A ; par la suite, l'appareil est immobilisé pendant un mois et demi, le temps d'effectuer les réparations et résoudre le problème,. Au cours de cette première phase d'essais en vol, qui s'achève le 29 septembre, le 367-80 dépasse les attentes des ingénieurs en ce qui concerne les performances de l'avion, sa maniabilité et sa consommation de carburant.

### Vols de démonstration
En plus du programme d'essais en vol, Boeing utilise également le Dash 80 pour des vols de démonstration devant des dirigeants des compagnies aériennes et d'autres figures clés de l'industrie ainsi que des responsables militaires. Ceux-ci concentrent leur attention sur la question de l'aménagement de la cabine d'un avion de ligne. Faisant un écart important par rapport à sa pratique habituelle, Boeing missionne l'entreprise de dessin industriel Walter Dorwin Teague pour créer une cabine aussi novatrice que l'avion lui-même,,.

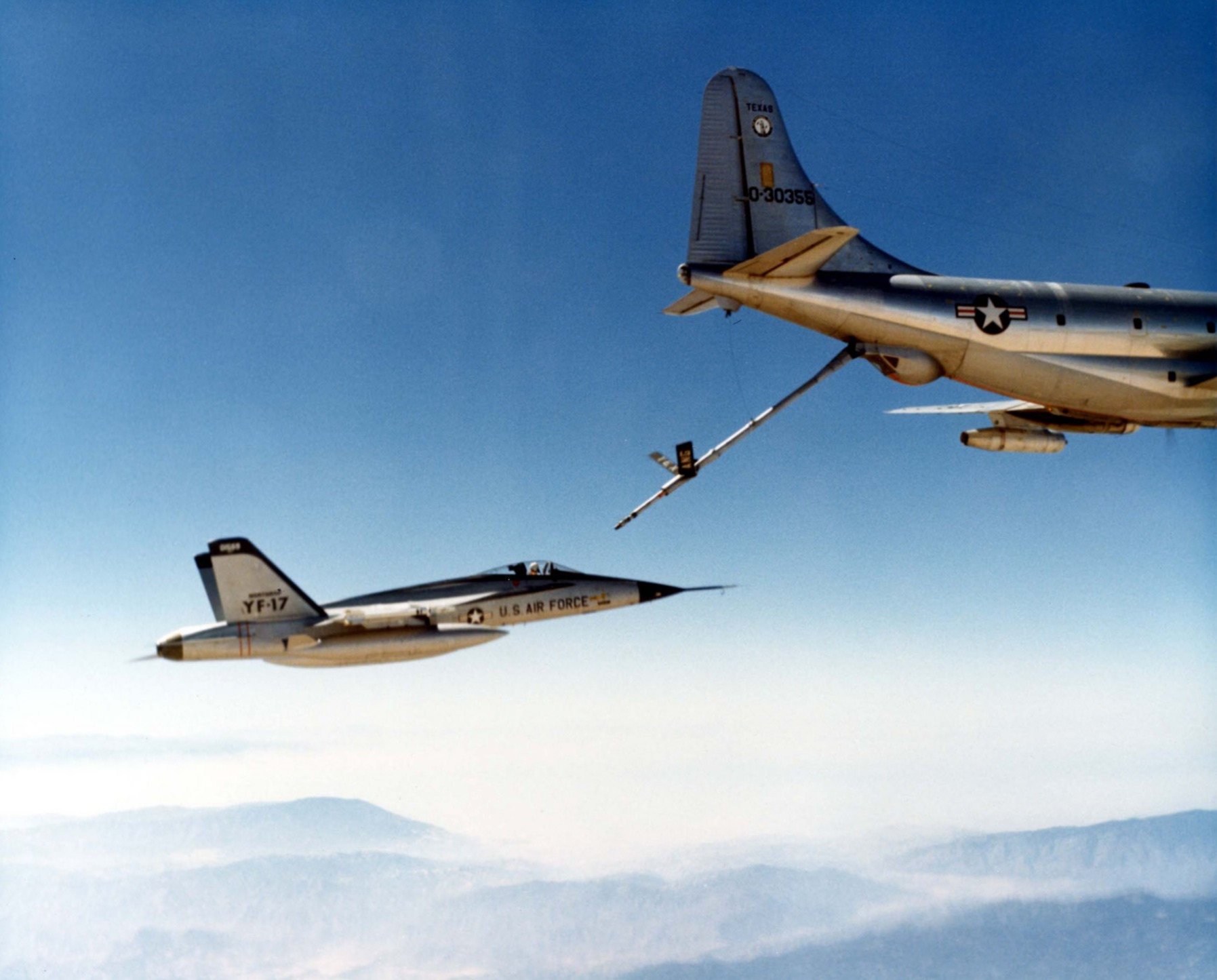
À l'été 1955, le Dash 80 est doté d'une perche de ravitaillement en vol similaire à celle du KC-97 ; ici, un KC-97G ravitaille un YF-17.

Entre juin et juillet 1955, le prototype est modifié dans le cadre des essais de ravitaillement en vol ; il est équipé d'une perche de ravitaillement semblable à celle dont sont dotés les KC-97 et un compartiment est aménagé à l'arrière, dans la partie inférieure du fuselage, pour l'opérateur de la perche,.
Dans le cadre du programme de démonstration du Dash 80, William McPherson Allen, invite des représentants de l'Aerospace Industries Association (AIA) et de l'International Air Transport Association (IATA) au festival Seafair de Seattle de 1955 et aux courses d'hydroplanes de la Gold Cup, tenus sur le lac Washington le 7 août 1955,. Le Dash 80 est programmé pour effectuer un survol simple, mais le pilote d'essai de Boeing, Alvin Tex Johnston, effectue deux tonneaux barriqués pour montrer les capacités de l'avion,,. Le lendemain, William McPherson Allen convoque Johnston dans son bureau en lui disant de ne pas recommencer de telles manœuvres, même si le pilote affirme qu'il n'y a pas de risque. Johnston explique à Allen : « c'est une manœuvre en 1 g. C'est absolument sans danger, mais c'est très impressionnant, ». L'histoire du tonneau barriqué apparaît sur une vidéo intitulée Frontiers of Flight - The Jet Airliner, réalisée par le National Air and Space Museum, en association avec la Smithsonian Institution, en 1992. En 1994, avant le premier vol du Boeing 777, Philip Condit (en), président de Boeing, avertit sur le ton de la plaisanterie le pilote d'essai : « no rolls ! » (pas de tonneau), faisant référence au vol de 1955.
Le 7 octobre, l'avion décolle de Seattle et réalise un vol de 4 890 km à la vitesse moyenne de 885 km/h, en survolant Denver, Los Angeles et San Francisco. La Pan American World Airways (abrégée Pan Am), qui souhaite devenir la première compagnie aérienne américaine à disposer d'une flotte d'avions de ligne à réaction, passe commande dans ce but le 13 octobre ; deux contrats sont signés, d'un montant total de 269 millions de dollars, et portent sur l'achat de 20 exemplaires de l'avion de Boeing et de 25 Douglas DC-8,. Toutefois, l'intérêt de la compagnie pour le 707 est dû au fait que les appareils doivent être livrés à partir de décembre 1958, avant les avions de Douglas, permettant ainsi à la Pan Am d'atteindre son objectif,. Parallèlement, les vols de démonstration continuent : trois jours plus tard, le 16 octobre, le Dash 80 réalise un aller-retour transcontinental entre Seattle et Washington. L'aller se fait en 3 heures et 58 minutes à la vitesse moyenne de 950 km/h et un maximum de 990 km/h ; l'altitude de croisière est comprise entre 10 100 et 10 700 m et la pressurisation maintient à l'intérieur du fuselage la même pression qu'à 2 400 m ; 29 000 litres de carburant sont consommés au cours de ce premier vol,. Grâce à des vents favorables, le retour vers Seattle prend 4 heures et 8 minutes.

### Mise en production

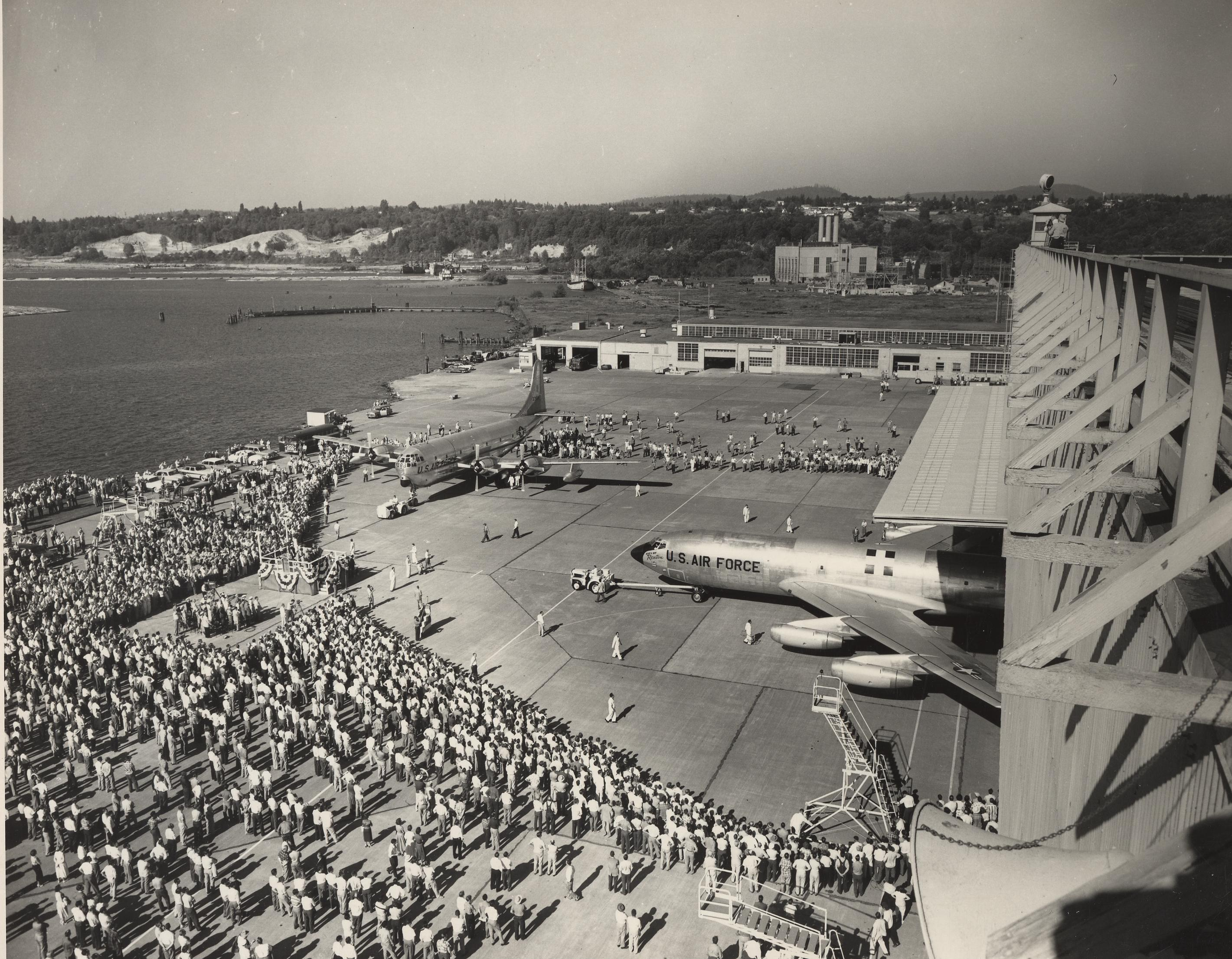
Le City of Renton, premier KC-135 construit, sort d'usine le 18 juillet 1956 ; en face se trouve le dernier KC-97 produit, sorti d'assemblage le même jour.

Pour le ravitailleur KC-135, plusieurs modifications sont apportées par rapport au Dash 80 : le fuselage est allongé de trois mètres et sa largeur passe de 3,35 à 3,66 m (de 132 à 144 pouces) ; la voilure est agrandie et le train d'atterrissage renforcé, permettant ainsi d'accroître sa capacité d'emport,,. Sur l'avion de ligne, cette largeur de fuselage permet d'accueillir des rangées de six sièges au lieu de cinq mais reste toutefois inférieure aux 3,73 m (147 pouces) du Douglas DC-8 concurrent. Cependant, au moment où Boeing commence la production du 707, une modification est faite sur la base de retours d'information d'un responsable de la compagnie American Airlines, qui a étudié le prototype,. Son directeur général, Cyrus Rowlett Smith, affirme en effet qu'il achèterait l'avion à condition qu'il soit un pouce plus large que le DC-8 de Douglas. Il est par conséquent décidé de concevoir le modèle de production avec six sièges de front et un fuselage mesurant 3,76 m (148 pouces) de large. Cette caractéristique rend le 707 assez différent du KC-135, bien qu'ils se ressemblent en apparence, obligeant l'avionneur à utiliser deux jeux d'outillages différents,.
L'assemblage des KC-135 a lieu à l'usine de Renton à partir de septembre 1954, où sont alors construits les derniers exemplaires du KC-97. Le premier exemplaire, qui porte le numéro d'identification (serial) 55-3118, sort d'usine et est présenté publiquement le 18 juillet 1956, le même jour que le dernier KC-97,. Lors de la cérémonie, l'avion est baptisé sous le nom de City of Renton par Sarah Baxton, épouse du maire de la ville Joe Baxter ; il effectue son premier vol le 31 août, avec Dix Loesch et Tex Johnston aux commandes,,. Les premiers appareils sont livrés aux unités de l'Air Force l'année suivante,.
L'avion de ligne, dont la première version est le 707-120, est également assemblé à Renton ; le rollout du premier exemplaire, destiné à la Pan Am et immatriculé « N708PA », a lieu le lundi 28 octobre 1957. Cet appareil prend l'air pour la première fois le 20 décembre et sera rejoint par les deux exemplaires suivants pour la campagne d'essais,. Boeing développe d'autres versions de son avion, dont le 707-220 à réacteurs Pratt & Whitney JT4A, plus puissants que les JT3C, qui doit opérer depuis des aéroports à haute altitude, et les versions intercontinentales 707-320 et -420, équipées respectivement de réacteurs JT4A et Rolls-Royce Conway. La Pan Am réceptionne son premier Boeing 707-120 le 15 août 1958 et, le 26 octobre, la compagnie met en service le Clipper America, cinquième exemplaire construit et portant l'immatriculation « N711PA », sur la ligne de l'Atlantique Nord entre New York et Paris via Gander,,,.

### Vie en tant qu'avion expérimental
Après l'arrivée des premiers KC-135 à l'été 1956, puis des 707 de production fin 1957, le Dash 80 est adapté en avion expérimental général et utilisé par Boeing pour tester de nouveaux systèmes et technologies. À partir de l'automne 1957, l'avion sert de banc d'essai pour différents modèles de réacteurs ; ses moteurs nos 2 et 3 (intérieur gauche et intérieur droit) sont remplacés respectivement par un JT4A-3, destiné aux 707-220 et -320, et par un JT3C-4, identique à ceux qui équipent les premiers 707-120. En février 1958, la dérive d'origine est remplacée par celle, plus grande, dotée d'une gouverne assistée et d'une antenne haute fréquence, du 707-320 ; le JT3C-4 est remplacé par un JT3C-6 (prévu pour les 707-120 ultérieurs) en avril et, le mois suivant, une rampe d'arrosage est montée devant la nacelle afin d'étudier les conséquences de la formation de givre sur le moteur et les prises d'air ainsi que l'efficacité des dispositifs de dégivrage,, ; elle sera ultérieurement retirée. Entre avril et août 1959, le radar de reconnaissance météorologique AN/AMQ-15, développé par la Bendix Aviation Corporation Systems (en) et dont Boeing est l'un des principaux sous-traitants, est testé sur le 367-80 au cours de 11 vols, ; le prototype reçoit des sondes afin de mesurer la conductivité de l'air, une prise d'air en haut du fuselage, ainsi qu'un imposant radôme sur la pointe avant pour abriter l'antenne du radar,,,. Ces équipements sont retirés une fois le programme achevé et l'avion est rééquipé de ses moteurs d'origine.

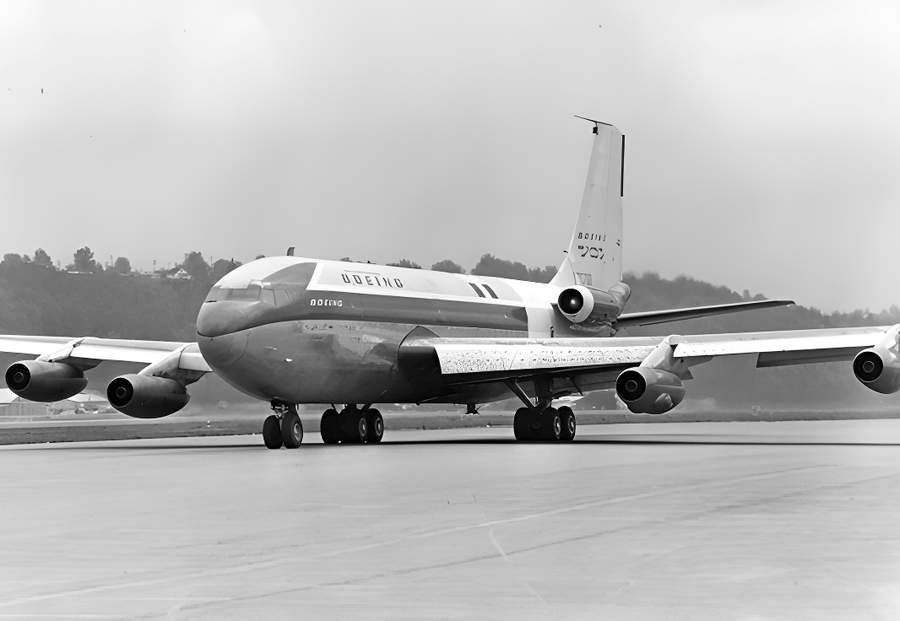
Au début des années 1960, un réacteur est installé à l'arrière du Dash 80, sur le côté gauche du fuselage, afin de simuler le troisième réacteur du futur Boeing 727 ; sur le bord d'attaque des ailes, les becs Krueger sont sortis.

L'une des tâches les plus importantes, au tout début des années 1960, est de tester des systèmes pour le nouveau Boeing 727 alors en développement, en particulier ses dispositifs hypersustentateurs. Pour cela, sa voilure est modifiée, avec l'installation de becs Krueger sur le bord d'attaque et de volets expérimentaux à double fente sur le bord de fuite, entre les nacelles intérieures et le fuselage. En raison de leur taille, ces volets ne sont pas rétractables et doivent être ajustés entre deux vols pour tester d'autres configurations, allant jusqu'à les abaisser à 90° ; entre novembre 1960 et février suivant, ces volets fixes sont remplacés par des nouveaux, rétractables, à triple fente,. À partir d'avril 1961, ces essais nécessitent l'installation d'un cinquième moteur pour simuler le troisième réacteur du 727, ; le réacteur, un JT3C-6, est installé à l'arrière du fuselage sur le côté gauche et dispose d'une tuyère coudée pour diriger le flux d'air au-dessus de l'empennage horizontal,,. Des fils de laine sont accrochés sur la nacelle dans le but de matérialiser et d'étudier la circulation de l'air autour de celle-ci, en particulier au voisinage de la vitesse de décrochage. Afin de visualiser le flux des gaz éjectés, de l'huile est injectée dans le réacteur ; la tuyère spéciale sera ultérieurement remplacée par un inverseur de poussée. Entre novembre 1961 et janvier 1962, les réacteurs d'origine, à simple flux, sont remplacés par des JT3D-1 à double flux et l'avion devient le « 367-80B » ; en avril, le cinquième réacteur est substitué par un JT8D-1, prévu pour motoriser le 727, et l'installation sera démontée trois mois plus tard,.
À la fin de l'année, l'avion d'essai subit de nouvelles modifications pour des expérimentations portant sur le contrôle de la couche limite : la voilure est agrandie par l'ajout des saumons d'aile du 707, de nouveaux becs Krueger et de grands volets sont installés respectivement sur le bord d'attaque et sur le bord de fuite des ailes ; l'empennage horizontal d'origine est substitué par celui, plus grand, des 707-320,. Des « volets soufflés » sont testés ; pour cela, les gaz d'éjection des moteurs sont dirigés sur des volets spéciaux, générant ainsi une partie de la portance pendant le décollage et l'atterrissage,. Il s'agit de la première expérimentation de cette technologie de « volets soufflés », appliquée ensuite sur le C-17, permettant de réduire la longueur de piste nécessaire au décollage.
Entre le 8 septembre et le 14 octobre 1964, le 367-80 est doté d'un train d'atterrissage basse pression dans le cadre du programme d'avion de transport militaire lourd CX-HLS (Cargo Experimental-Heavy Logistics System), qui débouchera sur le C-5 Galaxy de Lockheed ; le programme requiert notamment la possibilité de décoller et d'atterrir sur des pistes non revêtues,,,. Ce train d'atterrissage, qui permet de diviser par trois la pression au sol, compte un total de vingt roues : quatre à l'avant et huit pour chacun des atterrisseurs principaux, ; plus grand que le train d'origine, il ne peut pas être rétracté, ce qui oblige l'avion à voler à vitesse réduite,,. Une première série d'essais a lieu sur le Harper Dry Lake (en), en Californie, à proximité de la base Edwards, ; après un retour à Seattle, l'avion effectue une tournée sur plusieurs aéroports et bases aériennes, où il se pose et décolle parfois sur des pistes non asphaltées, en particulier sur des pistes en herbe,,.

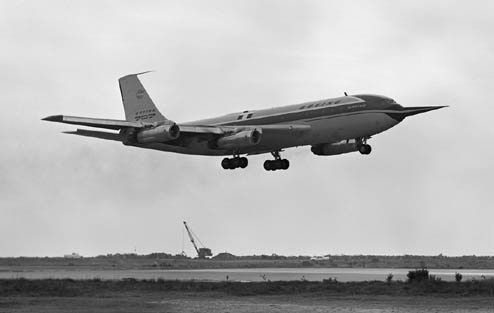
Le Boeing 367-80, équipé d'une perche de mesure sur la pointe avant, atterrissant à l'aéroport d'Oakland, en Californie, en 1965.

En 1965, la National Aeronautics and Space Administration (NASA) utilise le Dash 80 dans deux campagnes d'essais dans le cadre du programme SST (supersonic transport), d'avion de transport supersonique américain. La première, qui a lieu sur la base de Langley entre les mois de mai et d'octobre, a pour objectif d'étudier les caractéristiques de maniement et de stabilité d'un avion de grande dimension doté d'une aile delta ou d'une voilure à géométrie variable et d'établir les données sur l'approche et l'atterrissage nécessaires à la certification de l'avion de transport, alors en cours de développement,. Pour cela, le prototype est équipé d'une longue perche de mesure sur la pointe avant et intègre des commandes de vol hydrauliques à gestion électronique qui doivent reproduire les actions de celles de l'avion supersonique. Au cours de ces vols, des pilotes d'essai de Boeing, de la NASA et de la Federal Aviation Administration (FAA) testent l'avion et ses systèmes,.
D'autres essais, réalisés entre avril et juillet 1967 pour la NASA dans le cadre du contrat NAS2-4200, portent sur la forme des ailes et des dispositifs hypersustentateurs et comprennent de nouvelles expérimentations de volets soufflés,,.
Le programme d'essai s'achève en janvier 1970, après 1 691 vols d'une durée totale de près de 2 350 heures,,,.

### Derniers vols

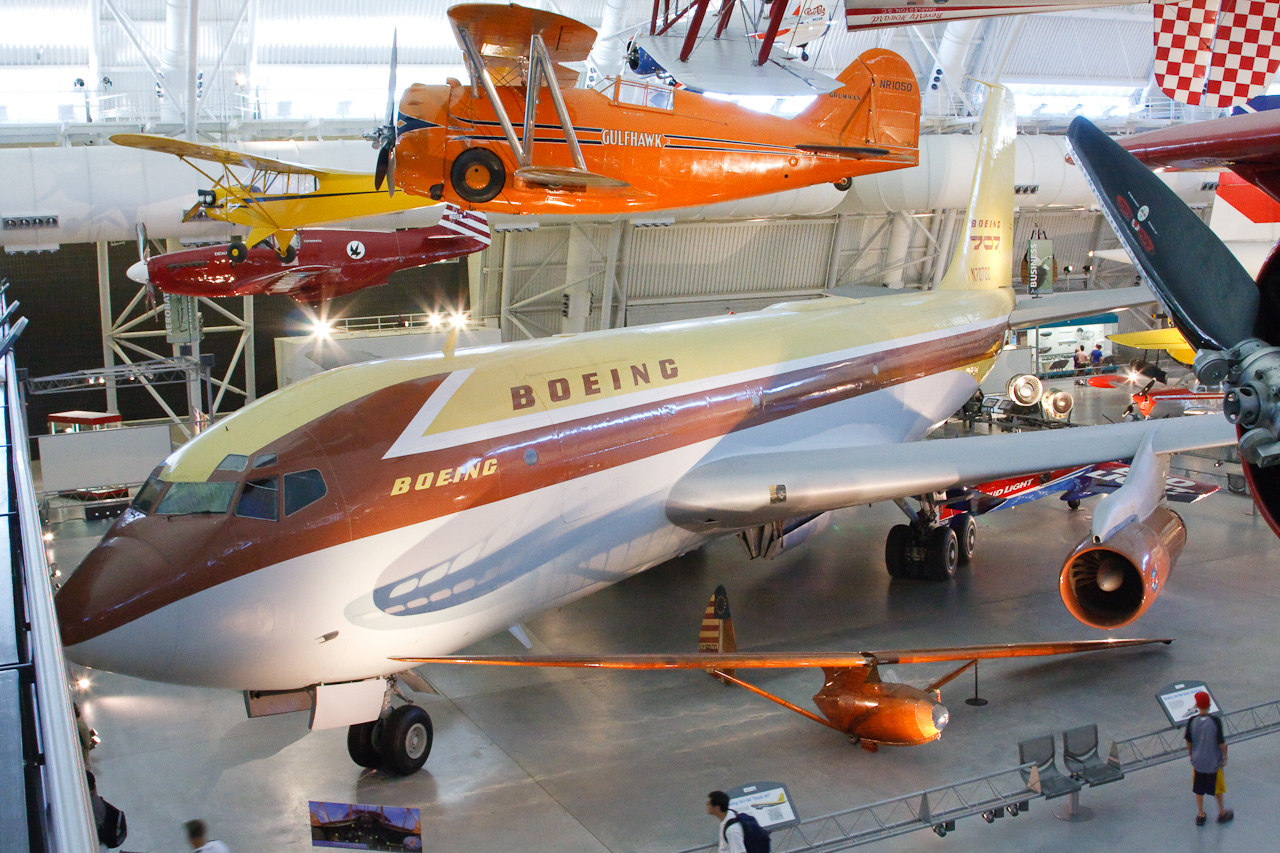
Le Boeing 367-80, exposé au Centre Steven F. Udvar-Hazy.

En 1972, le 367-80 est définitivement retiré et Boeing en fait don au National Air and Space Museum (NASM) de la Smithsonian Institution, qui l'avait désigné comme l'un des douze appareils les plus importants de tous les temps,,. Le 26 mai 1972, il est envoyé à l'aéroport international de Washington-Dulles, où il doit être pris en charge par le musée ; cependant, comme ce dernier ne possède alors pas de hangar suffisamment grand pour l'accueillir, l'avion est conduit le lendemain au Military Aircraft Storage and Disposition Center (MASDC), cimetière d'avions attenant à la base aérienne Davis–Monthan à Tucson (Arizona), où il sera entreposé pendant près de dix-huit ans sous le numéro CA006,,,. En mai 1990, l'appareil, que le NASM a prêté à Boeing, est remis en état de vol puis ramené à Seattle pour y être restauré en vue du 75e anniversaire de la fondation de l'entreprise,,. Les travaux de restauration sont réalisés dans une ancienne usine, la Boeing Plant 2, où ont été construits la plupart des bombardiers B-17 pendant la Seconde Guerre mondiale, puis une partie des B-52 au cours des années 1950. Le vol de commémoration au-dessus des principales usines de l'avionneur se trouvant dans les environs de Seattle a lieu le 15 juillet 1991, 75 ans après la création de la société et 37 ans après le vol inaugural du Dash 80 ; pendant les années qui suivent, le prototype reste à Seattle, entreposé dans la Plant 2,,. En 1994, 40 ans après son premier vol, il est reconnu comme Historic Mechanical Engineering Landmark (« jalon historique de l'ingénierie mécanique ») par l'American Society of Mechanical Engineers.
Au début des années 2000, avec la construction à proximité de l'aéroport de Washington-Dulles, à Chantilly (Virginie), du Centre Steven F. Udvar-Hazy qui doit ouvrir au public en décembre 2003, le NASM dispose désormais de l'espace nécessaire pour exposer le Dash 80,. C'est au mois d'août que l'avion y est convoyé depuis le Boeing Field, situé à Seattle ; pour cette occasion, le quadriréacteur est piloté par Gerald Whites, chef pilote d'essai des projets spéciaux de Boeing, comme commandant de bord, le copilote étant le pilote d'essai Charles Gebhard. Une première étape d'une durée de deux heures et demi, couverte le 24 août, amène l'appareil à Rapid City, dans le Dakota du Sud ; il rejoint ensuite la base de Wright-Patterson, dans l'Ohio, au terme de son deuxième vol, qui dure trois heures,. L'âge de l'avion et de ses systèmes ne permet pas d'atteindre le niveau de pressurisation nécessaire pour atteindre de hautes altitudes, ce qui limite également sa vitesse ; au cours du voyage, le Dash 80 vole à 5 800 m d'altitude, à la vitesse de 460 km/h. Son tout dernier vol se fait vers l'aéroport international de Washington-Dulles, le 27 août 2003 ; il est mis en exposition au Steven F. Udvar-Hazy Center, qui ouvre au public le 15 décembre,,,.

## Caractéristiques techniques
Les caractéristiques du 367-80 sont celles de l'avion dans sa configuration initiale, avant les modifications qu'il subira au cours de sa carrière. Celles du 707-120 et du KC-135A sont données à titre de comparaison.
|                               | 367-80               | KC-135A                      | 707-120          |
| ----------------------------- | -------------------- | ---------------------------- | ---------------- |
| Équipage du cockpit           | Trois                | Trois                        | Trois ou quatre  |
| Longueur du fuselage          | 38,96 m              | 41,52 m                      | 44,22 m          |
| Envergure                     | 39,52 m              | 39,88 m                      | 39,88 m          |
| Hauteur                       | 11,58 m              | 11,68 m                      | 11,79 m          |
| Largeur × hauteur du fuselage | 3,35 m × 4,17 m,     | 3,66 m × 4,22 m,             | 3,76 m × 4,33 m, |
| Motorisation (×4)             | Pratt & Whitney JT3P | P&W J57-P-59W                | P&W JT3C-6       |
| Poussée unitaire              | 44,4 kN              | 61,2 kN avec injection d'eau | 49,8 kN          |
| Distance franchissable        | 5 700 km             | 13 960 km                    | 4 560 km         |
| Vitesse de croisière          | 885 km/h             | 815 km/h                     | 920 km/h         |
| Vitesse maximale              | 940 km/h             | 960 km/h                     | 1000 km/h        |

Sources : Boeing, Dominique Breffort, René Jacquet-Francillon, Alain Pelletier, et Richard Smith.